# Silent Witch - Les Secrets de la sorcière silencieuse
 (juillet 2025).
Le contenu est difficilement compréhensible vu les erreurs de traduction, qui sont peut-être dues à l'utilisation d'un logiciel de traduction automatique.
 (juillet 2025).
La mise en forme du texte ne suit pas les recommandations de Wikipédia : il faut le « wikifier ».
Les points d'amélioration suivants sont les cas les plus fréquents. Le détail des points à revoir est peut-être précisé sur la page de discussion.
- Les titres sont pré-formatés par le logiciel. Ils ne sont ni en capitales, ni en gras.
- Le texte ne doit pas être écrit en capitales (les noms de famille non plus), ni en gras, ni en italique, ni en « petit »…
- Le gras n'est utilisé que pour surligner le titre de l'article dans l'introduction, une seule fois.
- L'italique est rarement utilisé : mots en langue étrangère, titres d'œuvres, noms de bateaux, etc.
- Les citations ne sont pas en italique mais en corps de texte normal. Elles sont entourées par des guillemets français : « et ».
- Les listes à puces sont à éviter, des paragraphes rédigés étant largement préférés. Les tableaux sont à réserver à la présentation de données structurées (résultats, etc.).
- Les appels de note de bas de page (petits chiffres en exposant, introduits par l'outil «  Source ») sont à placer entre la fin de phrase et le point final[comme ça].
- Les liens internes (vers d'autres articles de Wikipédia) sont à choisir avec parcimonie. Créez des liens vers des articles approfondissant le sujet. Les termes génériques sans rapport avec le sujet sont à éviter, ainsi que les répétitions de liens vers un même terme.
- Les liens externes sont à placer uniquement dans une section « Liens externes », à la fin de l'article. Ces liens sont à choisir avec parcimonie suivant les règles définies. Si un lien sert de source à l'article, son insertion dans le texte est à faire par les notes de bas de page.
- La présentation des références doit suivre les conventions bibliographiques. Il est recommandé d'utiliser les modèles {{Ouvrage}}, {{Chapitre}}, {{Article}}, {{Lien web}} et/ou {{Bibliographie}}. Le mode d'édition visuel peut mettre en forme automatiquement les références.
- Insérer une infobox (cadre d'informations à droite) n'est pas obligatoire pour parachever la mise en page.

Pour une aide détaillée, merci de consulter Aide:Wikification.
Si vous pensez que ces points ont été résolus, vous pouvez retirer ce bandeau et améliorer la mise en forme d'un autre article.
Silent Witch - Les Secrets de la sorcière silencieuse (サイレント・ウィッチ 沈黙の魔女の隠しごと, Sairento U-itchi: Chinmoku no majo no kakushigoto) est une série de light novel japonais écrite par Matsuri Isora et illustrée par Nanna Fujimi. Initialement publiée en série sur le site web Shōsetsuka ni narō, de février à octobre 2020, elle est ensuite acquise par Fujimi Shobo, qui a commencé à la publier sous son label Kadokawa Books en juin 2021. Une adaptation manga illustrée par Tobi Tana a débuté sa publication sur le site web B's Log Comic d'Enterbrain en juillet 2021. Une adaptation en série télévisée animée, distribuée à l'international sous le titre Secrets of the Silent Witch, produite par Studio Gokumi est diffusée pour la première fois en juillet 2025.

## Médias

### Light novel
Silent Witch est initialement publié en série par Matsuri Isora sur le site web d'auto publication Shōsetsuka ni narō du 20 février au 3 octobre 2020. Il est ensuite acquis par Fujimi Shobo qui commence à éditer la série avec des illustrations de Nanna Fujimi sous son label Kadokawa Books le 10 juin 2021. En juillet 2025, la série de compte dix volumes et deux volumes de nouvelles.
Une série de light novel préquelle en deux volumes, intitulée Silent Witch -another- kekkai no majutsushi no nariagari (サイレント・ウィッチ -another- 結界の魔術師の成り上がり, (« L'ascension du mage de la barrière »), a été publiée sous le même label du 8 décembre 2023 au 10 avril 2024.

### Manga
Une adaptation manga illustrée par Tobi Tana a commencé sa sérialisation sur le site Web de mangas B's Log Comic d'Enterbrain le 5 juillet 2021. Les chapitres du manga ont été compilés en cinq volumes tankōbon en janvier 2025. Un premier volume d'une version traduite en français est sorti en juillet 2025 chez Soleil Manga, sous le titre Silent Witch - Les secrets de la sorcière silencieuse.
Une adaptation manga des romans préquelles, illustrée par Azu Azuko, a commencé la sérialisation sur le site web KadoComi de Kadokawa Corporation le 9 janvier 2025.

### Anime
Une adaptation animée a été annoncée lors de l'événement de diffusion en direct Aniplex × Kadokawa Anime Matsuri le 2 août 2024. La série télévisée d'animation a ensuite été confirmée comme étant produite par Studio Gokumi et réalisée par Yasuo Iwamoto, avec Takaomi Kanasaki comme réalisateur en chef et gérant la composition de la série, Cona Nitanda concevant les personnages, et Cygames et Rina Tayama composant la musique. Elle est diffusée pour la première fois le 5 juillet 2025 sur Tokyo MX et d'autres réseaux.
La chanson thème d'ouverture est "Feel", tandis que la chanson thème de fin est "mild days", toutes deux interprétées par Hitsujibungaku. Crunchyroll diffuse la série.